# Base Siple
La Base Siple (en inglés: Siple Station) fue una estación de investigación de Estados Unidos en la Antártida. Fue establecida en 1969 como un campamento de verano por el Star Lab de Stanford para llevar a cabo experimentos sobre la magnetosfera con ondas de muy baja frecuencia (VLF). En 1973 se expandió y se transformó en una base permanente. Se ubica en la Tierra de Ellsworth, alrededor de 160 km al norte-noreste de las montañas Ellsworth. Su nombre homenajea al explorador polar estadounidense Paul Siple. No debe confundirse con el Campamento Domo Siple en la Tierra de Marie Byrd.

## Historia
Su ubicación fue seleccionada para estar muy cerca del Polo Sur Magnético de la Tierra, y la gruesa capa de hielo permitió una antena dipolar relativamente eficiente en la VLF. John Katsufrakis de la Universidad de Stanford fue el "padre" de la estación y de los experimentos VLF patrocinados por Stanford. 
La base original Siple I tenía un equipo de invierno de 4 hombres, y fue aplastada por el hielo, por lo que hacia 1979 se construyó encima la base Siple II, que permitió invernar a 8 hombres. Durante el verano llegó a albergar a 65 personas.
La estación Siple II utilizaba un generador de 300 kW con un motor Caterpillar D353 para alimentar el transmisor VLF, que transmitía a un receptor en Roberval, Canadá. En ese momento, la estación Siple II tenía la antena dipolar más larga del mundo, originalmente de 12 millas de largo, que se aumentó posteriormente a 24 millas. Luego se añadió una segunda antena de 24 kilómetros a 90 grados, lo que resultó en una longitud total de la antena de aproximadamente 50 kilómetros y que permitía transmisiones VLF en fase. El estado de Utah también realizó un experimento de radar de alta frecuencia durante algunos años en la estación de Siple II. 
El complejo de edificios Siple II era una estructura de metal tipo Jamesway de aproximadamente 280 pies de largo, 44 pies de ancho y 24 pies de altura. Durante la operación de invierno sobre la instalación se almacenaba aproximadamente un máximo de 80 000 galones de DFA (Diesel Fuel Ártico) en tres vejigas de combustible de 25 000 galones.
En 1985 se convirtió nuevamente en una base de verano, y fue clausurada tras la finalización del programa en 1988.